# Бутко Андрій Харитонович
Андрій Харитонович Бутко (1904, місто Макіївка, тепер Донецької області — ?) — молдавський радянський діяч, народний комісар державного контролю Молдавської РСР, заступник голови Ради народних комісарів Молдавської РСР. Член ЦК КП(б) Молдавії в 1941—1949 роках. Депутат Верховної Ради Молдавської РСР 1-го скликання.

## Біографія
Народився в родині робітника. Трудову діяльність розпочав у 1919 році наймитом. Потім працював слюсарем Макіївського металургійного комбінату.
Закінчив радпартшколу в місті Сталіно (Донецьку).
Член ВКП(б) з 1926 року.
До 1928 року — секретар партійного комітету Макіївського металургійного заводу на Донбасі.
З 1928 року служив у Червоній армії. 
Після демобілізації — слюсар цеху заводу, інструктор партійних органів Харківського тракторного заводу; заступник начальника політичного відділу зернового радгоспу.
До 1939 року — секретар Борівського районного комітету КП(б)У Харківської області.
У 1939—1940 роках — слухач Вищої партійної школи при ЦК ВКП(б) у Москві.
4 липня 1940 року призначений членом Кишинівського повітового комітету КП(б) України. Потім був секретарем Кишинівського повітового комітету КП(б) Молдавії.
У жовтні 1940 — серпні 1941 року — народний комісар державного контролю Молдавської РСР.
Одночасно 31 березня — 16 липня 1941 року — заступник голови Ради народних комісарів Молдавської РСР.
З 1941 до 1943 року служив у Червоній армії.
Подальша доля невідома.

## Звання
- молодший лейтенант